# Radljevo
Radljevo (Servisch cyrillisch Радљево) is een plaats in de Servische gemeente Ub. De plaats telt 607 inwoners (2002).

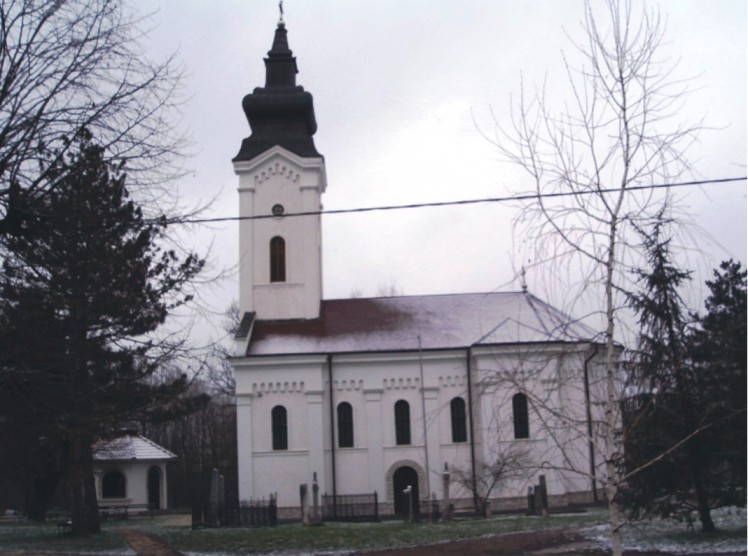
Kerk in Radljevo